# Eriocaulon truncatum
Eriocaulon truncatum là một loài thực vật có hoa trong họ Eriocaulaceae. Loài này được Buch.-Ham. ex Mart. mô tả khoa học đầu tiên năm 1832.